# 日本橋鮒佐
日本橋鮒佐（にほんばしふなさ）は、東京都中央区日本橋に存在する老舗の佃煮屋。

## 沿革
文久2年（1862年）に創業。156年の伝統を持つ。
近年では、塩分控えめの『まろやかの味』も販売している。
正式商号は株式会社日本橋鮒佐。
2019年から工場移転を理由に休業していたが、
2021年、埼玉県越谷市神明町の工場兼販売所は、閉店前少なくとも5年以上販売所としての機能はなく、ショーウインドウは埃の山だった。
2019年に突如として閉鎖された後も引っ越し等をした形跡がない期間が長期に渡り、1年以上廃墟の様に放置されていたが、2021年現在漸くリフォーム工事が終わり、「貸テナント」の看板が立った。リフォーム工事が漸く始まった時は、厨房設備等を廃棄する業者が数日かけて搬出を行っていた。この様な状況から「倒産」の噂も聞かれるが定かではない。出入りしていた業者の話によると、電話も通じなくなっているとの事。
2019年以降、日本橋の本店と越谷市の工場兼売店も閉鎖し、移転に関しての情報がない事や、公式ホームページが閲覧できない状態になっている事や同社への電話もつながらないといった状況から「廃業」もしくは「倒産」したとの噂が出ているが、詳細は不明。

## 概要
- 文久2年（1862年）に初代大野佐吉が浅草橋に創業。初代の佐吉は小鮒を開き串に刺し醤油と砂糖で調整した甘辛なタレで付け焼きしたものを、鮒寿々(すずめ)焼として商っていた。（開いた魚の形がふくら雀に似ていることがその名の由来）ある日釣りに出たところ時化に遭い、品川から佃島まで流れ着いた。土地の漁師達がつくった雑魚の塩煮にヒントを得て、醤油で煮たところ現在の佃煮を発明したと言われている。また佐吉は北辰一刀流免許皆伝の腕前でもあり、「佃煮の煮方は真剣勝負」という家訓も残している。
- 日本橋に店を構えた時からキッコーマンの醤油だけを使って製造をしている。また現在の所在地は以前キッコーマンの所有する土地であった。
- 『金鮒佐』は、日本橋鮒佐の佃煮の登録商標である。
- 佃煮のほかにも煮豆、甘露煮、くるみ菓子なども取り扱っている。

## 日本橋鮒佐の佃煮
- 江戸前佃煮は、創業以来製造され続けている昔ながらの佃煮。比較的辛口である。
- まろやか佃煮 醤油味を抑えるために、鰹節と昆布でとった合わせだしに赤酒、清酒を使用し、塩分を抑えている。
- 合成保存料や着色料は不使用である。

## 販売店
本店
東京都中央区日本橋室町1-12-13
- 営業時間は平日は10時から18時、土日祝は11時から16時。日曜日は第2、第3休みのことがある。

土曜・日曜のみ鮒寿々め(すずめ)焼を始めとして、あさり、ほたて、はまぐりの串焼きを店頭で実演販売している。
※2022年1月現在、上記住所には靴店が入っており、日本橋鮒差の「廃業」や「倒産」の噂の信ぴょう性を増している。
工場売店
埼玉県越谷市神明町2-397-3
特注など大口の予約注文がある時は売店が休みになっている。
※2022年1月現在、上記住所は「テナント募集」の看板が立っており、日本橋鮒佐の「廃業」や「倒産」の信ぴょう性を増している。
支店
日本橋三越本店、銀座三越（取り寄せのみ）、仙台三越（一部のみ）、福岡三越（一部のみ）、クイーンズ伊勢丹（一部のみ）

## 備考
東都のれん会、日本橋法人会、全国調理食品組合、東京都佃煮惣菜工業協同組合に加盟していた。
勝村政信の父親が嘗て職人として勤務していた。
2017年4月18日放送のバラエティ番組「いろはに千鳥」でロケを行った際に越谷工場が登場した。